# Hardwood River
Hardwood River är ett vattendrag i Australien. Det ligger i delstaten Tasmanien, i den sydöstra delen av landet, omkring 110 kilometer väster om delstatshuvudstaden Hobart.
I omgivningarna runt Hardwood River växer i huvudsak städsegrön lövskog. Runt Hardwood River är det mycket glesbefolkat, med 2 invånare per kvadratkilometer. Genomsnittlig årsnederbörd är 1 932 millimeter. Den regnigaste månaden är juli, med i genomsnitt 232 mm nederbörd, och den torraste är februari, med 84 mm nederbörd.